# Sandra Bullock
Sandra Annette Bullock, född 26 juli 1964 i Arlington i Virginia, är en amerikansk skådespelare och filmproducent. Bullock fick sitt genombrott i filmen Demolition Man (1993). Hon spelade därefter huvudroller i flera framgångsrika filmer, däribland Speed (1994), Medan du sov (1995), Nätet (1995), Juryn – A Time to Kill (1996), Livet går vidare (1998), Magiska systrar (1998), Miss Secret Agent (2000), Kärlek på jobbet (2002), Crash (2004) och The Proposal (2009). Bullock erhöll både en Oscar för bästa kvinnliga huvudroll och en Golden Globe för bästa kvinnliga huvudroll i ett drama för sin roll i The Blind Side (2009).

## Biografi

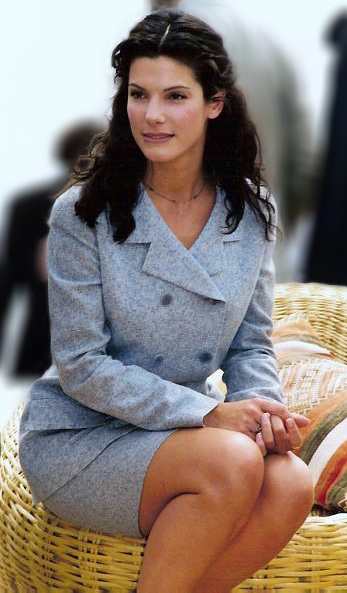
Sandra Bullock vid Filmfestivalen i Cannes 1996.

Sandra Bullocks pappa, John W. Bullock (1925–2018), var amerikan och anställd i USA:s armé samt verkade bitvis som röstcoach. Hennes mamma, Helga Mathilde Meyer (1942–2000), var en tysk operasångerska och sångpedagog. Som barn bodde Bullock i Nürnberg. Hon var aktiv i teater, TV och film innan hon fick sitt stora genombrott med filmen Speed (1994) och hon blev snabbt en av Hollywoods populäraste och högst betalda skådespelerskor. Sedan andra halvan av 1990-talet har hon även verkat som filmproducent.
2010 vann hon både en Oscar (bästa kvinnliga huvudroll) för The Blind Side och en Razzie (sämsta kvinnliga huvudroll) för All About Steve. Sett till biljettförsäljning så är Gravity (2013) den mest framgångsrika filmen som hon har haft huvudroll i. Vid Oscarsgalan 2014 nominerades hon till en Oscar i kategorin Bästa kvinnliga huvudroll för den.

### Privatliv
Hon var gift med bilmekanikern och TV-profilen Jesse James från 16 juli 2005, men sedan april 2010 är de skilda. Hon har tidigare varit förlovad med Tate Donovan. Bullock adopterade en pojke, Louis Bardo Bullock, i januari 2010. Från 2015 hade Bullock ett förhållande med fotografen Bryan Randall, tills denne avled i augusti 2023 i ALS. 
I december 2015 meddelade hon att hon adopterat en dotter, Laila Bullock.

## Filmografi

### Filmer
| År   | Titel                                  | Roll                                     | Noter |
| ---- | -------------------------------------- | ---------------------------------------- | --- |
| 1987 | Hangmen                                | Lisa Edwards                             | |
| 1989 | Vem sköt Patakango?                    | Devlin Moran                             | |
| 1989 | Religion, Inc.                         | Debby Cosgrove                           | |
| 1992 | Love Potion No. 9                      | Diane Farrow                             | |
| 1993 | Spårlöst försvunnen                    | Diane Shaver                             | |
| 1993 | When the Party's Over                  | Amanda                                   | |
| 1993 | Thing Called Love                      | Linda Lue Linden                         | |
| 1993 | Demolition Man                         | Lenina Huxley                            | Nominerad - Golden Raspberry Award for Worst Supporting Actress |
| 1993 | Fire on the Amazon                     | Alyssa Rothman                           | |
| 1993 | När jag brottades med Ernest Hemingway | Elaine                                   | |
| 1994 | Speed                                  | Annie Porter                             | MTV Movie Award for Best Female Performance MTV Movie Award for Most Desirable Female MTV Movie Award for Best On-Screen Duo Saturn Award for Best Actress Nominerad - MTV Movie Award for Best Kiss Nominerad - Nickelodeon Kids' Choice Award for Favorite Movie Actress |
| 1994 | Who Do I Gotta Kill?                   | Lori                                     | |
| 1995 | Medan du sov                           | Lucy                                     | Nominerad - American Comedy Award for Funniest Actress in a Motion Picture – Leading Role Nominerad - Golden Globe Award for Best Performance by an Actress in a Motion Picture – Musical or Comedy Nominerad - MTV Movie Award for Best Female Performance Nominerad - MTV Movie Award for Most Desirable Female |
| 1995 | Nätet                                  | Angela Bennett                           | |
| 1996 | Stolen Hearts                          | Roz                                      | |
| 1996 | Juryn – A Time to Kill                 | Ellen Roark                              | Blockbuster Entertainment Award for Favorite Actress – Suspense Nominerad - MTV Movie Award for Best Female Performance |
| 1996 | In Love and War                        | Agnes von Kurowsky                       | |
| 1997 | Speed 2: Cruise Control                | Annie Porter                             | Nominerad - Golden Raspberry Award for Worst Actress Nominerad - Golden Raspberry Award for Worst Screen Couple |
| 1998 | Livet går vidare                       | Birdee Pruitt                            | Lone Star Film & Television Award for Best Actress |
| 1998 | Making Sandwiches                      | Melba Club                               | Kortfilm |
| 1998 | Magiska systrar                        | Sally Owens                              | |
| 1998 | Prinsen av Egypten                     | Miriam                                   | Röstroll |
| 1999 | Ödets makt                             | Sarah Lewis                              | Teen Choice Award for Film – Choice Hissy Fit Nominerad - Blockbuster Entertainment Award for Favorite Actress – Comedy/Romance Nominerad - Nickelodeon Kids' Choice Award for Favorite Movie Actress Nominerad - Nickelodeon Kids' Choice Award for Favorite Movie Couple |
| 2000 | Gun Shy - Agenter och torpeder         | Judy Tipp                                | |
| 2000 | 28 dagar                               | Gwen Cummings                            | Bambi Award for Film – International |
| 2000 | Miss Secret Agent                      | Gracie Hart / Gracie Lou Freebush        | American Comedy Award for Funniest Actress in a Motion Picture – Leading Role Teen Choice Award for Film – Choice Wipeout Nominerad - Blockbuster Entertainment Award for Favorite Actress – Comedy Nominerad - Golden Globe Award for Best Performance by an Actress in a Motion Picture – Musical or Comedy Nominerad - Satellite Award for Best Actress – Motion Picture Musical or Comedy Nominerad - Teen Choice Award for Film – Choice Actress Nominerad - Teen Choice Award for Film – Choice Hissy Fit |
| 2002 | Iskallt mord                           | Cassie Mayweather / Jessica Marie Hudson | |
| 2002 | Ya-Ya flickornas gudomliga hemligheter | Siddalee 'Sidda' Walker                  | Teen Choice Award for Film – Choice Actress, Drama/Action/Adventure |
| 2002 | Kärlek på jobbet                       | Lucy Kelson                              | Nominerad - Teen Choice Award for Choice Movie Actress – Comedy Nominerad - Teen Choice Award for Choice Movie Hissy Fit |
| 2004 | Crash                                  | Jean Cabot                               | Black Reel Award for Best Ensemble Critics' Choice Movie Award for Best Acting Ensemble Hollywood Film Award for Ensemble of the Year Screen Actors Guild Award for Outstanding Performance by a Cast in a Motion Picture Nominerad - Gotham Award for Best Ensemble Cast |
| 2005 | Loverboy                               | Mrs. Harker                              | |
| 2005 | Miss Secret Agent 2                    | Gracie Hart                              | Teen Choice Award for Choice Movie Actress – Comedy Teen Choice Award for Choice Movie – Liplock |
| 2006 | Huset vid sjön                         | Kate Forster                             | |
| 2006 | Capote - en iskall mordgåta            | Nelle Harper Lee                         | Hollywood Film Award for Supporting Actress of the Year |
| 2007 | Ond aning                              | Linda Hanson                             | |
| 2009 | The Proposal                           | Margaret Tate                            | Rembrandt Award for Best International Actress Teen Choice Award for Choice Movie Actress – Romantic Comedy Teen Choice Award for Choice Movie – Dance Nominerad - Comedy Film Award for Best Performance by an Actress in a Leading Role Nominerad - Golden Globe Award for Best Performance by an Actress in a Motion Picture – Musical or Comedy Nominerad - MTV Movie Award for Best Comedic Performance Nominerad - MTV Movie Award for Best Kiss Nominerad - Nickelodeon Kids' Choice Awards for Favorite Movie Actress Nominerad - People's Choice Award for Favorite On-Screen Team Nominerad - Satellite Award for Best Actress – Motion Picture Musical or Comedy Nominerad - Teen Choice Award for Choice Summer Movie Star – Female Teen Choice Award for Choice Movie – Chemistry Nominerad - Teen Choice Award for Choice Movie – Liplock |
| 2009 | All About Steve                        | Mary Horowitz                            | Golden Raspberry Award for Worst Actress Golden Raspberry Award for Worst Screen Couple Nominerad - Golden Raspberry Award for Worst Picture Nominerad - |
| 2009 | The Blind Side                         | Leigh Anne Tuohy                         | Oscar för bästa kvinnliga huvudroll Broadcast Film Critics Association Award for Best Actress Golden Globe Award för bästa kvinnliga huvudroll - drama Screen Actors Guild Award for Outstanding Performance by a Female Actor in a Leading Role Teen Choice Award for Choice Movie Actress – Drama Nominerad - Dallas-Fort Worth Film Critics Association Award for Best Actress Nominerad - Denver Film Critics Society Award for Best Actress Nominerad - Houston Film Critics Society Award for Best Performance by an Actress in a Leading Role Nominerad - International Online Film Critics' Poll Award for Best Actress Nominerad - MTV Movie Award for Best Female Performance Nominerad - NAACP Image Award for Outstanding Actress in a Motion Picture Nominerad - Nickelodeon Kids' Choice Award for Favorite Movie Actress Nominerad - San Diego Film Critics Society Award for Best Actress Nominerad - Washington D.C. Area Film Critics Association Award for Best Actress |
| 2011 | Extremt högt och otroligt nära         | Linda Schell                             | Nominerad - Georgia Film Critics Association Award for Best Supporting Actress Nominerad - Teen Choice Award for Choice Movie Actress – Drama |
| 2013 | The Heat                               | Special Agent Sarah Ashburn              | Teen Choice Award for Choice Summer Movie Star – Female Teen Choice Award for Choice Movie – Chemistry People's Choice Award for Favorite Comedic Movie Actress Nominerad - Critics' Choice Movie Award for Best Actress in a Comedy Nominerad - People's Choice Award for Favorite Movie Duo |
| 2013 | Gravity                                | Dr. Ryan Stone                           | African-American Film Critics Association Award for Best Actress Alliance of Women Film Journalists Award for Actress Defyig Age and Agism Alliance of Women Film Journalists Award for Best Female Action Star Critics' Choice Movie Award for Best Actress in an Action Movie Hollywood Film Award for Actress of the Year Houston Film Critics Society Award for Best Actress Kansas City Film Critics Circle Award for Best Actress North Texas Film Critics Association Award for Best Actress Palm Springs Film Festival Award for Actress of the Year People's Choice Award for Favorite Dramatic Movie Actress People's Choice Award for Favorite Movie Duo Saturn Award for Best Actress Nominerad - Oscar för bästa kvinnliga huvudroll Nominerad - AACTA International Award for Best Actress Nominerad - Alliance of Women Film Journalists Award for Best Actress Nominerad - Alliance of Women Film Journalists Award for Best Female Icon Nominerad - BAFTA Award for Best Actress in a Leading Role Nominerad - Broadcast Film Critics Association Award for Best Actress Nominerad - Chicago Film Critics Association Award for Best Actress Nominerad - Dallas–Fort Worth Film Critics Association Award for Best Actress Nominerad - Denver Film Critics Society Award for Best Actress Nominerad - Dorian Award for Best Film Performance of the Year - Actress Nominerad - Dublin Film Critics Circle Award for Best Actress Nominerad - Empire Award for Best Actress Nominerad - Georgia Film Critics Association Award for Best Actress Nominerad - Gold Derby Award for Best Actress Nominerad - Golden Globe Award för bästa kvinnliga huvudroll - drama Nominerad - Guardian Film Award for Best Scene Nominerad - IGN Award for Best Movie Actress Nominerad - Iowa Film Critics Association Award for Best Actress Nominerad - Irish Film & Television Award for Best International Actress Nominerad - London Film Critics' Circle Award for Best Actress of the Year Nominerad - MTV Movie Award for Best Performance Nominerad - Nickelodeon Kids' Choice Award for Favorite Movie Actress Nominerad - Nickelodeon Kids' Choice Award for Favorite Female Buttkicker Nominerad - North Carolina Film Critics Association Award for Best Actress Nominerad - Phoenix Film Critics Society Award for Best Actress Nominerad - San Diego Film Critics Society Award for Best Actress Nominerad - San Francisco Film Critics Circle Award for Best Actress Nominerad - Satellite Award for Best Actress – Motion Picture Nominerad - Screen Actors Guild Award for Outstanding Performance by a Female Actor in a Leading Role Nominerad - St. Louis Gateway Film Critics Association Award for Best Actress Nominerad - Utah Film Critics Association Award for Best Actress Nominerad - Vancouver Film Critics Award for Best Actress Nominerad - Washington D.C. Area Film Critics Association Award for Best Actress |
| 2015 | Minioner                               | Scarlet Overkill                         | Röstroll Nominerad - People's Choice Awards for Favorite Animated Movie Voice |
| 2015 | Our Brand Is Crisis                    | "Calamity" Jane Bodine                   | Även exekutiv producent |
| 2016 | Havana Motor Club                      | Sig själv                                | Dokumentär |
| 2018 | Ocean's Eight                          | Debbie Ocean                             | Även exekutiv producent |
| 2018 | Bird Box                               | Malorie                                  | Även exekutiv producent |
| 2022 | The Lost City                          | Loretta Sage / Dr. Angela Lovemore       | Även producent |
| 2022 | Bullet Train                           | Maria Beetle                             | |

### TV
| År        | Titel                                                            | Roll             | Noter                      |
| --------- | ---------------------------------------------------------------- | ---------------- | -------------------------- |
| 1989      | Bionic Showdown: The Six Million Dollar Man and the Bionic Woman | Kate Mason       | TV-film                    |
| 1989      | Starting from Scratch                                            | Barbara Webster  | Avsnitt: "Confidence Game" |
| 1989      | The Preppie Murder                                               | Stacy            | TV-film                    |
| 1990      | Working Girl                                                     | Tess McGill      | 12 avsnitt                 |
| 1990      | Lucky Chances                                                    | Maria Santangelo | Miniserie                  |
| 2002−2004 | George Lopez                                                     | Amy              | 3 avsnitt                  |